# 39509 Kardashev
39509 Kardashev eller 1981 US11 är en asteroid i huvudbältet som upptäcktes den 22 oktober 1981 av den rysk-sovjetiske astronomen Nikolaj Tjernych vid Krims astrofysiska observatorium på Krim. Den har fått sitt namn efter den rysk-sovjetiske astrofysikern Nikolaj Kardasjev.
Asteroiden har en diameter på ungefär fyra kilometer och den tillhör asteroidgruppen Dora.